# Spřáhlo Scharfenberg

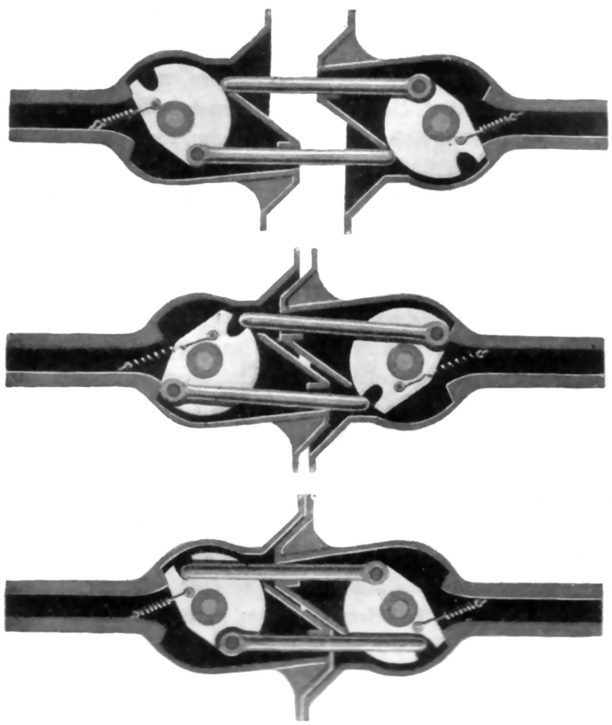
Schematický náčrtek spřáhla Scharfenberg

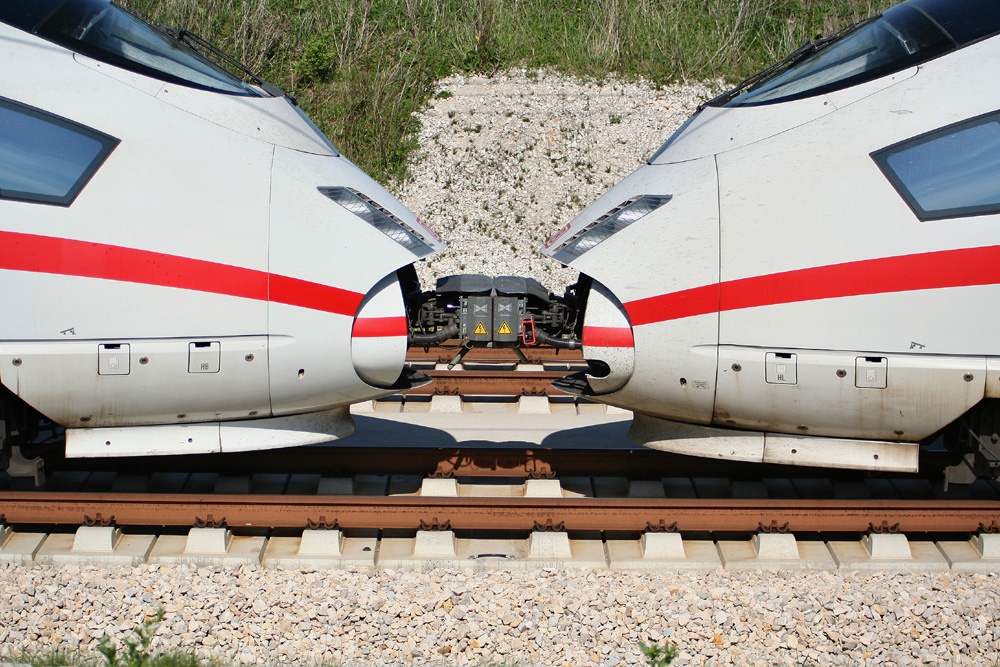
Spojené jednotky ICE 3

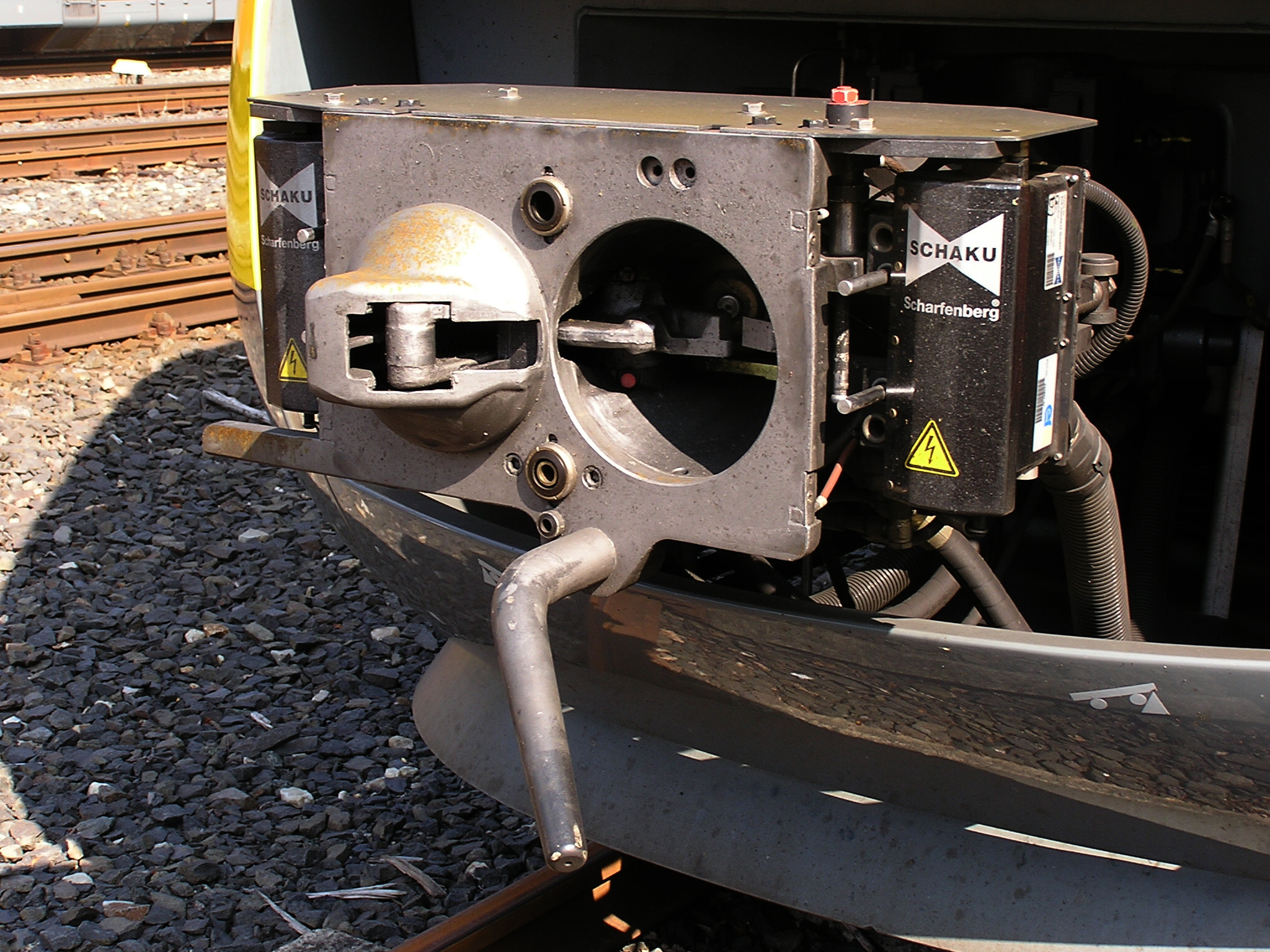
Spřáhlo jednotky LINT

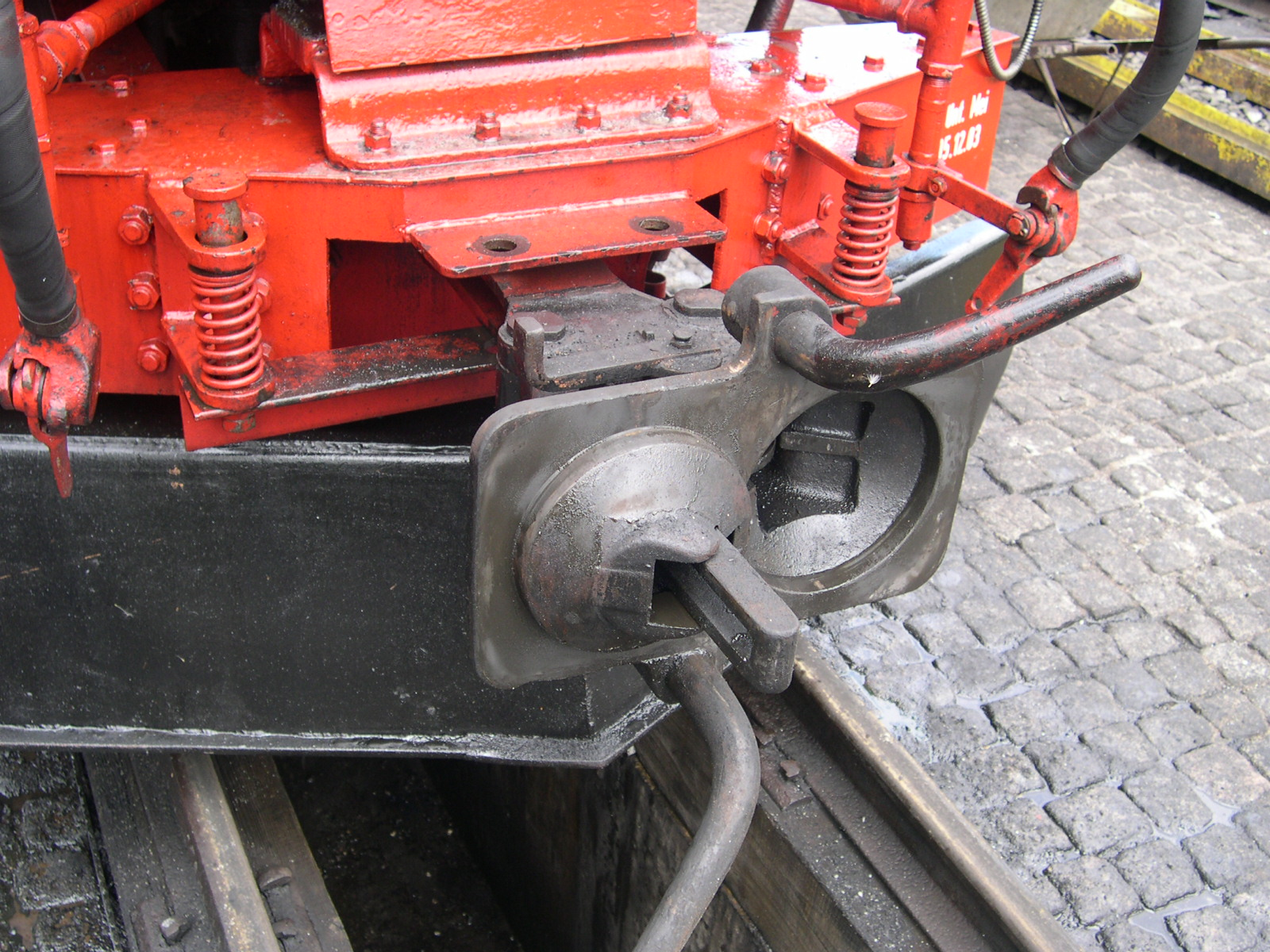
Spřáhlo Scharfenberg na úzkokolejné parní lokomotivě 99 1590 na Preßnitztalbahn v Jöhstadtu

Samočinné spřáhlo Scharfenberg (krátce Schaku) patří do skupiny centrálních spřáhel. Umožňuje rychlé, jednoduché a především spolehlivé spojení a rozpojení vozidel. Spřáhlo sestrojil Karl Scharfenberg ve vagónce L. Steinfurt AG v Královci a v letech 1904 a 1907 na něj obdržel patenty (říšský patent 149727, přihlášen 6. května 1903 a říšský patent 188845, přihlášen 5. dubna 1906).
Dnes je spřáhlo Scharfenberg rozšířené po celém světě u mnoha druhů vozidel – od tramvají až po vysokorychlostní jednotky – a u mnoha železničních společností. V roce 2002 byl typ 10 přijat jako standard pro vysokorychlostní jednotky a dnes je součástí technických specifikací pro interoperabilitu (TSI).[nedostupný zdroj]

## Vývoj
Roku 1873 vypsal Německý železniční svaz (Verein Deutscher Eisenbahnverwaltungen – VDEV) soutěž na lepší spřáhlo: „Kvůli velkému ohrožení zdraví a života železničních úředníků a dělníků, kteří přicházejí do styku se stávajícím způsobem spřahování, vypisuje VDEV soutěž s 1. cenou 3000 tolarů a 2. cenou 2000 tolarů za vynález zařízení, které umožní spřahování železničních vozů, které nevyžaduje vstupování pracovníků provádějících spřahování mezi vozy.“
V této soutěži se však neobjevilo žádné uspokojivé řešení, které by odpovídalo požadavkům VDEV. To přišlo teprve roku 1903, když Karl Scharfenberg přihlásil 6. května patent na „Centrální spřáhlo s táhlem a otočným hákem jako spojovacími články“. V té době se již patenty na samočinné spřáhlo počítaly na stovky.
Spřáhlo scharfenberg bylo poprvé použito na soukromé místní dráze Memel – Plicken (nyní Klaipėda a Plikiai, Litva), kde se dobře osvědčilo. O něco později projevily zájem Pruské státní dráhy a spřáhlo nasadily zkušebně na velkoprostorové nákladní vozy.
V roce 1921 byla vagónkou Steinfurt z Královce a firmou Busch z Budyšína založena firma Scharfenberg-Kupplung AG se sídlem v Berlíně. Bylo dojednáno, že těžká spřáhla pro vlaky budou produkována v Královci a ostatní, například pro nákladní automobily, v Budyšíně. Ve spolupráci s elektrotechnickými firmami, mj. Siemens a Brown Boveri, bylo vyvinuto spřáhlo s elektrickým a vzduchovým propojením. Do té doby se vzduchová potrubí a propojovací kabely spojovaly ručně.
Také berlínské příměstské dráhy (předchůdkyně berlínského S-Bahnu) nebyly spokojeny s dosud používaným spřáhlem Willison (později rozšířeným v Sovětském Svazu jako typ SA-3) a rozhodly se jej nahradit spřáhlem Scharfenberg. V roce 1928 zavedl toto spřáhlo i berlínský U-Bahn a o něco později i metro v Buenos Aires. Prvními vlaky Deutschen Reichsbahn vybavenými spřáhly Schaku byly roku 1935 rychlé motorové jednotky typu Hamburg a parní rychlovlak Henschel-Wegmann.
Po válce přesídlila firma Scharfenberg AG do Salzgitteru. Po několika změnách majitelů v 90. letech se roku 1998 stala součástí koncernu Voith a nyní (2009) vystupuje pod jménem Voith Turbo Scharfenberg GmbH & Co. KG.
Počet spřáhel v provozu stále stoupá. Zatímco v roce 1935 to bylo v Evropě 20.000 spřáhel, v roce 2004 již přes 250.000.
Ačkoliv princip spřahování zůstává stejný, existují různé varianty lišící se zejména velikostí v závislosti na jejich použití. Zatímco typ 10 se stal roku 2002 standardem pro vysokorychlostní vlaky a vše směřuje ke standardizaci i pro standardní vlaky, vozidla podzemních drah a tramvaje používají menší a lehčí varianty spřáhel. Různé varianty nejsou vzájemně spojovatelné.

## Princip funkce
Spojení spřáhel je naprosto pevné, bez vzájemných pohybů ve svislém směru, což přispívá ke klidnému chodu vlakové soupravy. Spřáhla přenášejí tažné i tlačné síly. Uložení spřáhel umožňuje nejen výkyv do stran, ale i ve svislém směru pro vyrovnání nestejné výšky spřáhel a svislých pohybů vozidel během jízdy. Nespojené spřáhlo je pružnými prvky drženo v ose vozidla. V podélném směru je spřáhlo odpružené, u novějších variant zpravidla s tlumičem. Toto odpružení pohlcuje energii vozidel při spojování.
Při spojování vozidel mohou být spřáhla vzájemně přesazena – uvádí se až 370 mm vodorovně a 140 mm svisle. Rychlost spojování není stanovena jednotně, obecně se uvádí rychlost pomalé chůze – do 2 km/h, v praxi se najíždí raději pomaleji. Ke hrubému srovnání spřáhel slouží naváděcí tyče ve spodní části. K jemnému navedení kuželová část kolem táhla, která se zasune do otvoru druhého spřáhla. Čelo kuželové části přitom stlačí nárazník (název součásti uvnitř spřáhla) a dojde k odjištění táhla srdcovky. Čep na konci spojovacího táhla je v tomto okamžiku ve vybrání otočné části – srdcovky a pružina otočí srdcovku se zaklesnutým táhlem do spojené polohy.
Rozpojování se děje pneumaticky, elektricky nebo ručně. Srdcovka se přetočí do rozpojené polohy, zajistí a vozidla mohou od sebe odjet.
Celé spřáhlo váží kolem jedné tuny. Maximální podélné síly, které spřáhlo bez poškození přenese, jsou kolem 1500 kN, nejvíce jsou spřáhla zatížená při spojování vozidel, při jízdě vlaku jsou síly, zvláště u ucelených jednotek, kde se Schaku používají nejvíce, mnohem nižší.
Spřáhlo je nutné v provozu chránit především před sněhem a námrazou. K tomu sloužily dříve ochranné návleky nebo přenosné kryty, dnes bývají spřáhla chráněna pohyblivými kryty na čele vozidla a novější spřáhla mají elektrické vyhřívání.

## Stavba a funkce
Spřáhlo Scharfenberg je modularní koncepce, takže je možné jej přizpůsobit konkrétním podmínkám použití. Skládá se ze dvou základních částí – spojovací hlavy a uložení.

### Hlava spřáhla
Hlavou spřáhla se označuje přední část spřáhla, která zprostředkovává mechanické, případně pneumatické a elektrické propojení vozidel. Na schématu je znázorněna modře.
Hlava obsahuje zpravidla tyto části: spojovací mechanismus, vzduchové propojení, svorkovnice a rozpojovací zařízení.

#### Hlava se spojovacím mechanismem
Spojovací mechanismus spojuje vozidla mechanicky. Tvar hlavy a naváděcí tyče slouží k přesnému ustavení spřáhel během najíždění připojovaného vozidla. Je možné i spojování v oblouku. V případě velkého vzájemného přesazení spřáhel je třeba najít vhodnější místo pro spojování anebo spřáhlo ručně natočit. Obě hlavy vzájemně lícují, takže vůle ve spojení jsou zanedbatelné.
Spojovací mechanismy rozeznáváme jednopolohové a dvoupolohové.

##### Jednopolohový mechanismus
U jednopolohového mechanismu je pouze jedna stabilní pozice u spojeného i rozpojeného spřáhla. Při spojování se nejprve druhým spřáhlem stlačí spojovací táhlo; tím se zároveň natáčí srdcovka do spojovací pozice.
V okamžiku, kdy čep táhla zapadne do vybrání v srdcovce, pružiny vrátí srdcovky do výchozí polohy a spřáhla jsou spojena. Pružiny zajišťují spřáhla proti rozpojení. Vybrání v srdcovce a čep spojující ve spřáhle táhlo se srdcovkou jsou umístěny tak, aby srdcovka byla v rovnováze.
Při rozpojování jsou srdcovky proti odporu pružin natočeny tak, aby mohlo dojít k vyháknutí táhel. Přitom táhla zapadnou do vybrání v hlavách tak, aby nemohlo u dosud neoddálených spřáhel dojít k opětovnému spojení. Po oddálení spřáhel se srdcovky natočí zpět do výchozí pozice.
Spřáhla tohoto typu jsou použita v pražském metru.

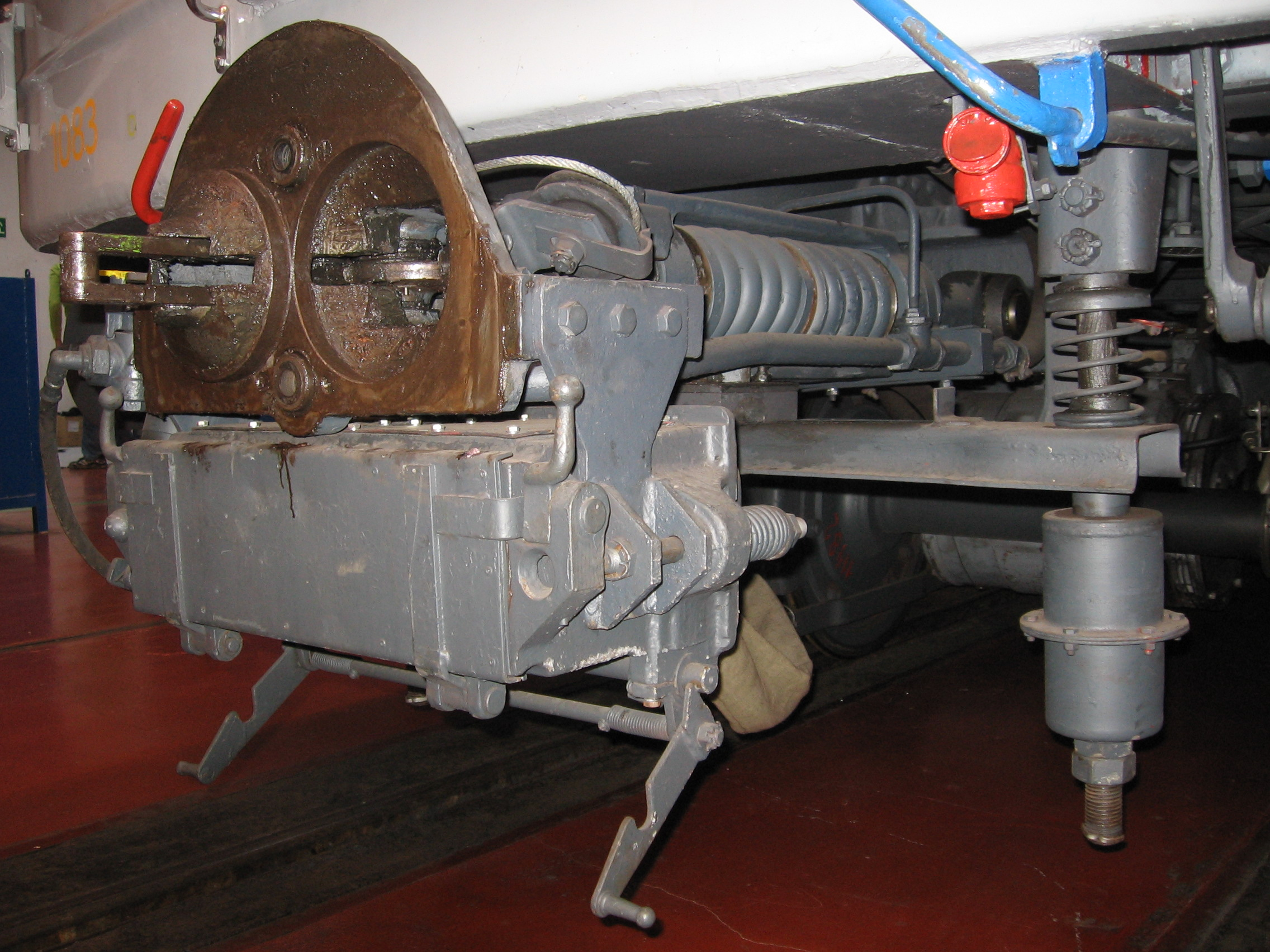
Spřáhlo vozu typu Ečs
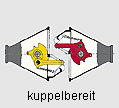
Připravené ke spojení
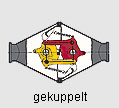
Spojené
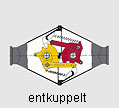
Rozpojené

##### Dvoupolohový mechanismus
Oproti jednopolohovému mechanismu se zde rozlišuje spojená a rozpojená poloha.
V rozpojené poloze jsou srdcovky natočeny tak, že spojovací čep téměř nevyčuhuje z naváděcího kužele. V této poloze je mechanismus zajištěn západkovou tyčí, která vyčnívá na boku hlavy spřáhla. Při spojování zatlačí kužel druhého spřáhla na nárazník, dojde k vyvléknutí západkové tyče a pružiny natočí srdcovky do spojené pozice. Západkovou tyč lze na boku hlavy uvolnit i ručně.
Při rozpojování je přemožena síla pružin, srdcovky se natočí do rozpojené pozice a západková tyč je samočinně v této pozici zajistí.
Spřáhla tohoto typu jsou použita na vozidlech Českých drah (např. elektrické jednotky řady 451, 452, 471, 440 a 640 a nebo i na motorovém voze řady 835).

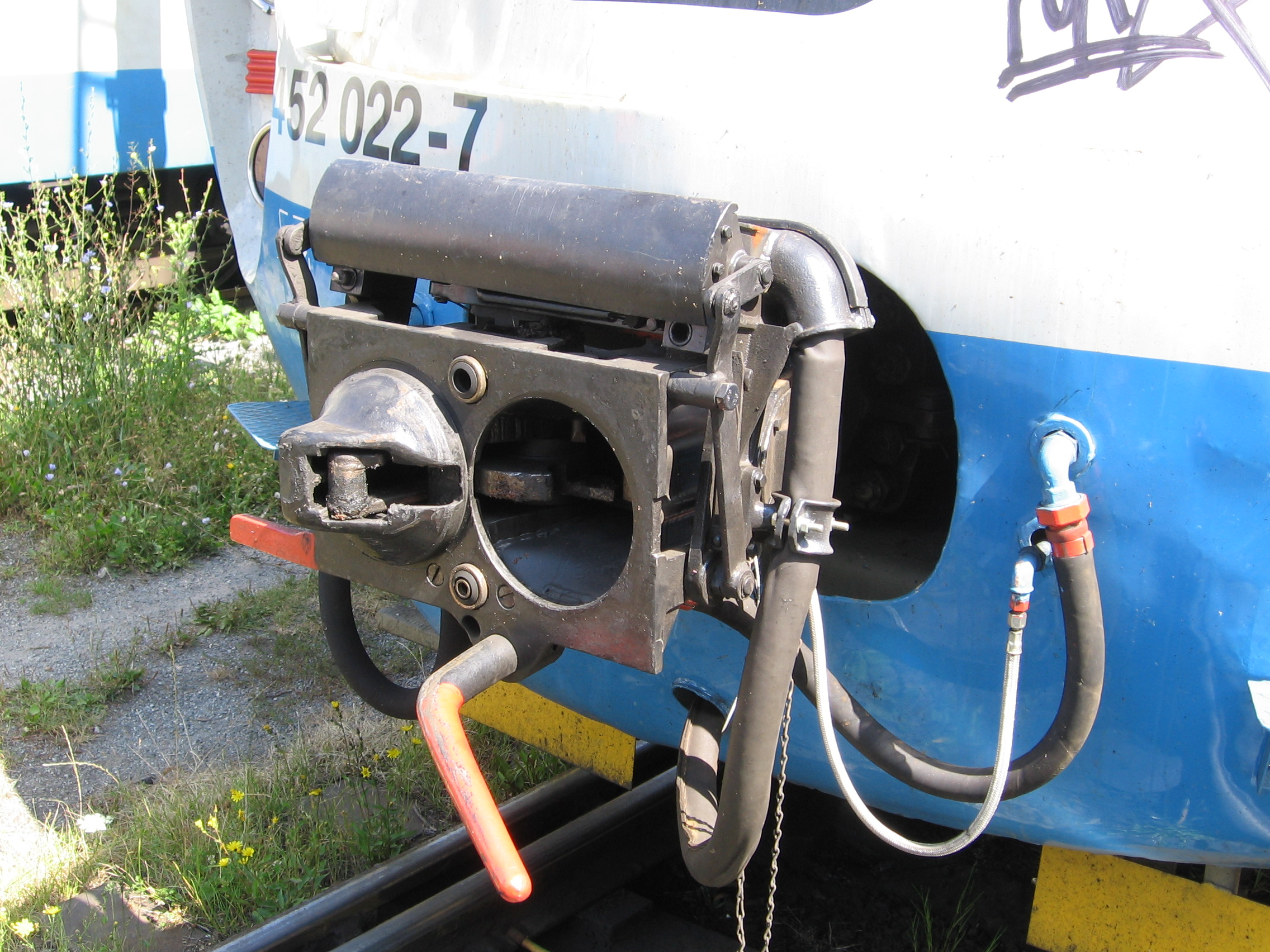
Spřáhlo el. vozu 452.022, původní provedení se svorkovnicí mechanicky ovládanou spojovacím mechanismem
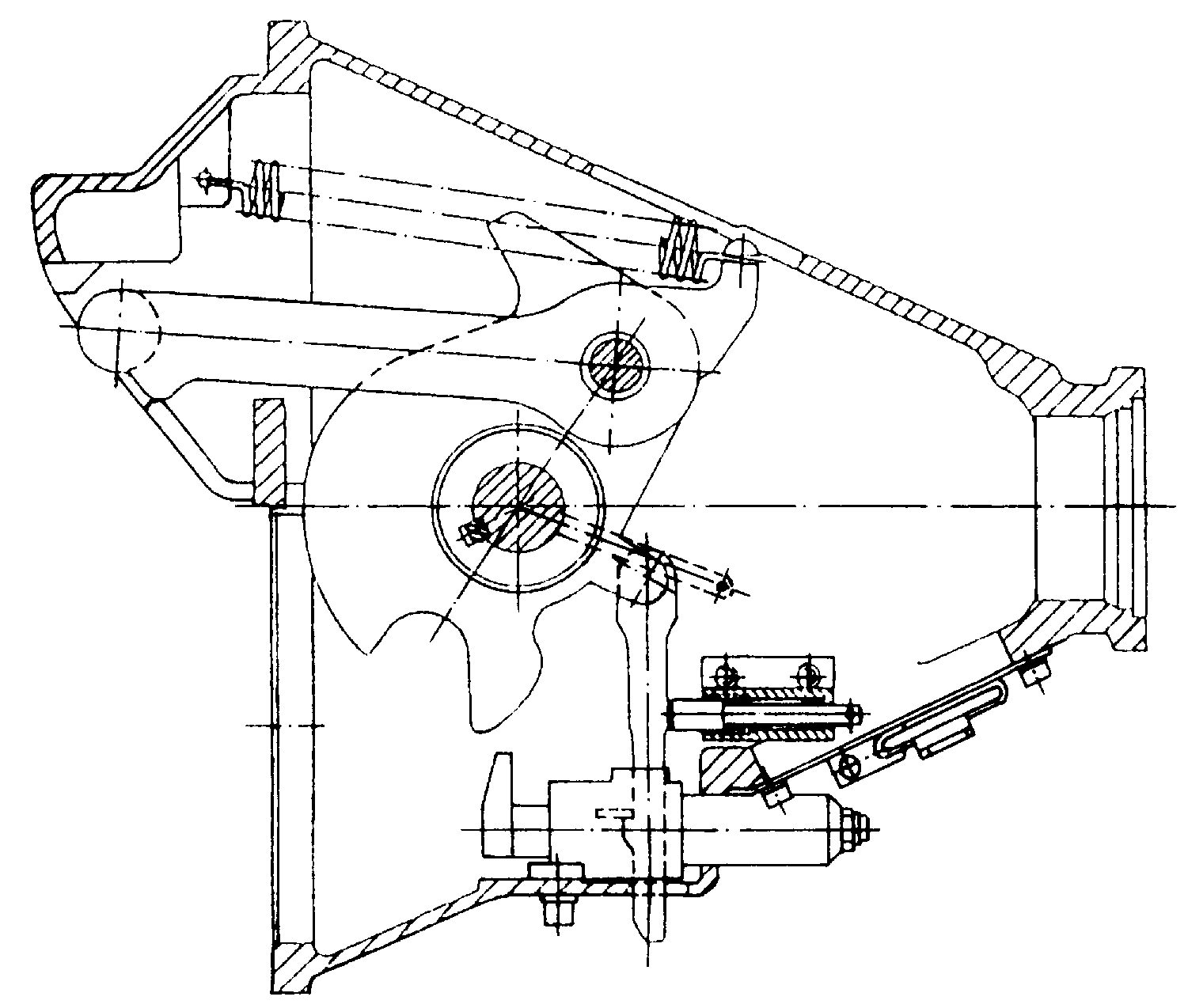
Připraveno na spojení
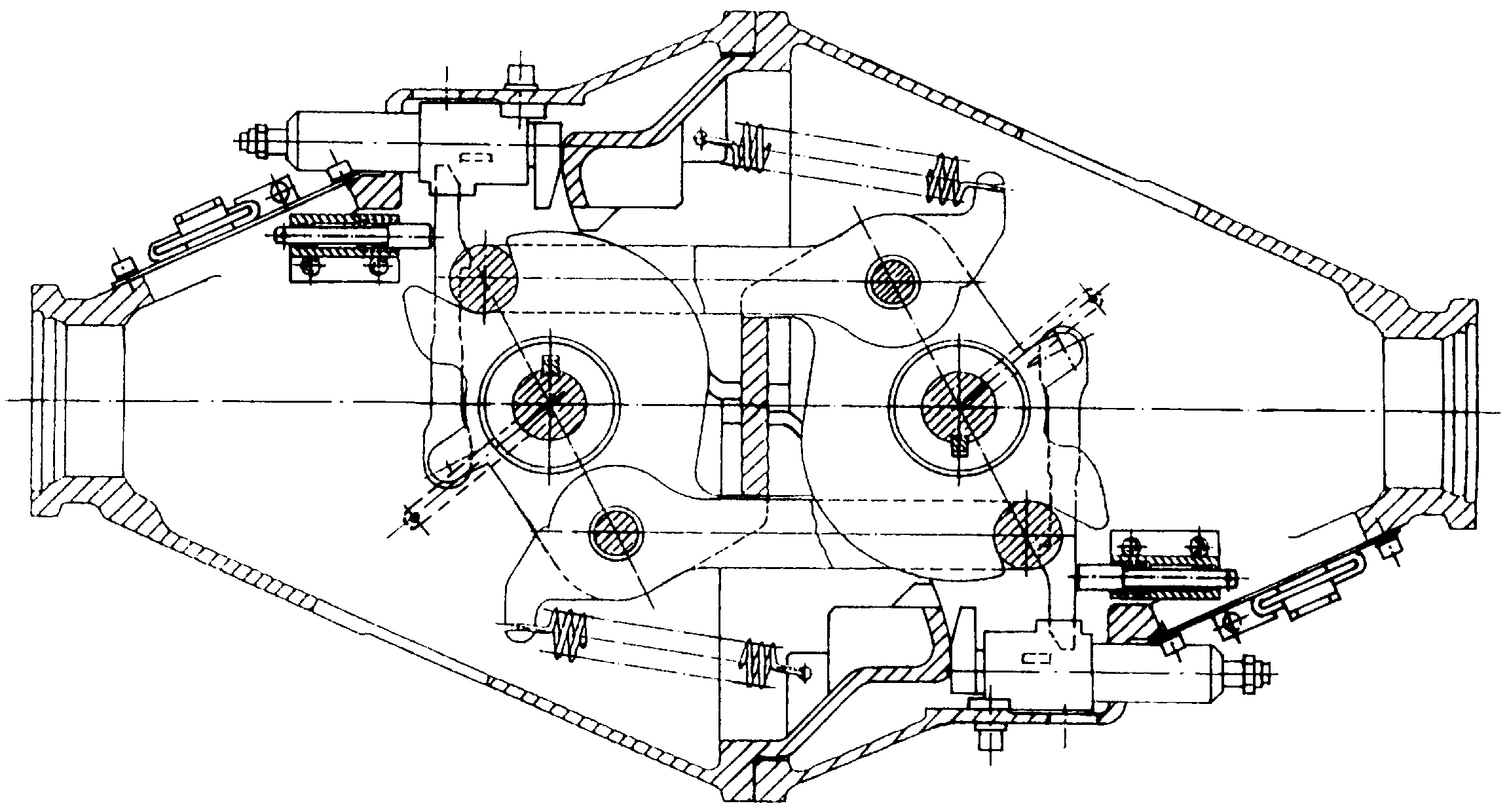
Spojeno
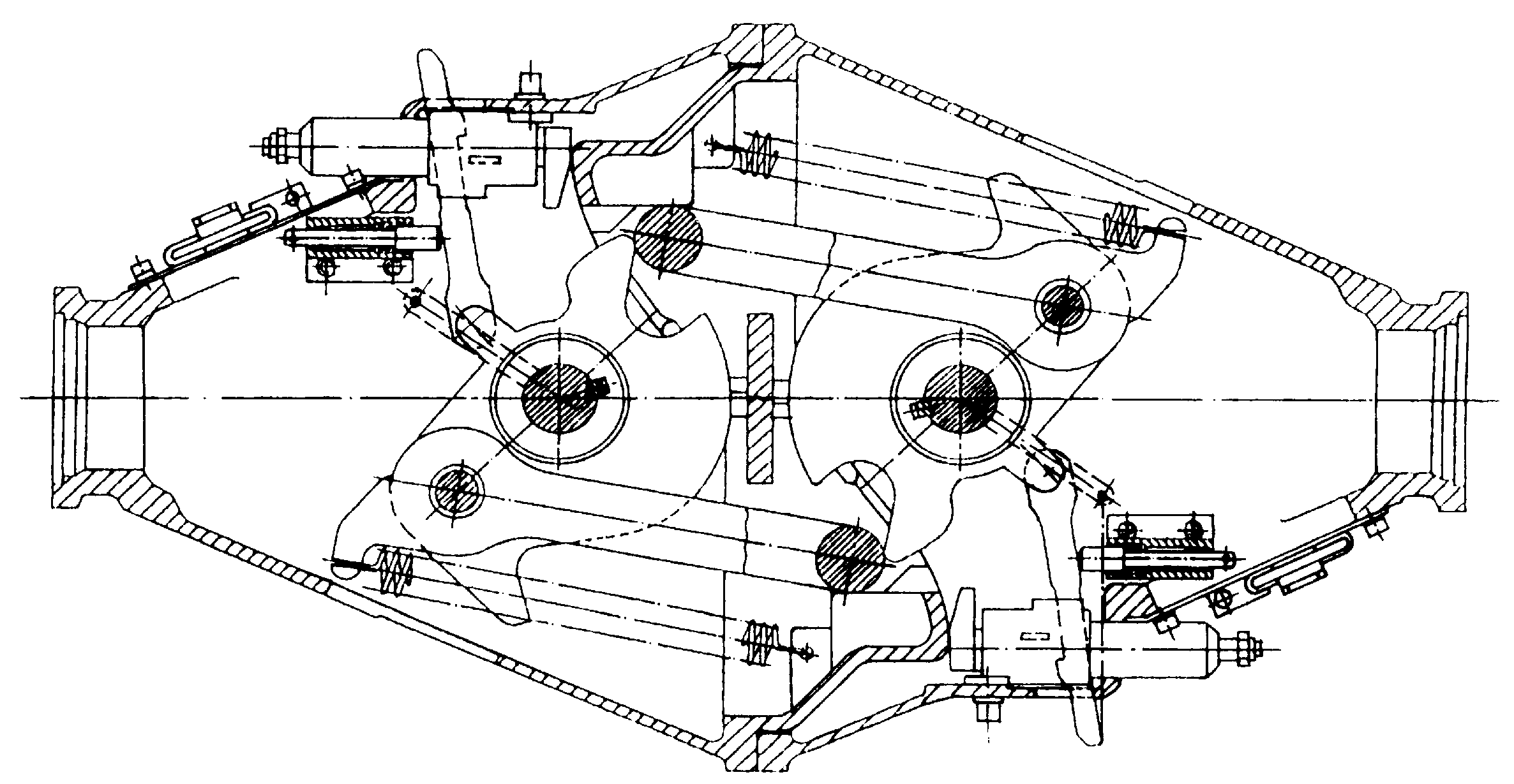
Rozpojeno

#### Vzduchové propojení

##### Hlavní potrubí
Hlavní potrubí slouží k ovládání a napájení tlakové brzdy. Propojení se nachází v horní části čelní plochy hlavy spřáhla. V otvoru desky je zasazeno odpružené pouzdro (u starších spřáhel mosazné s bajonetovým závěrem a s gumovým těsněním), které lehce vyčnívá nad rovinu čelní plochy. Při spojení se pouzdra přitisknou k sobě, takže vzduch nemůže unikat.
Provedení ventilu HP pro dvoupolohový spojovací mechanismus:
Na hlavním potrubí je ventil, který je spojen s hlavním čepem. Při natočení srdcovky do spojené polohy se ventil uvolní a pružinou je stlačen dolu, čímž dojde k jeho otevření. Při rozpojení spřáhel se ventil opět uzavře. Při poruše spojovacího mechanismu a roztržení spřáhel nedojde k uzavření ventilu a následkem úniku vzduchu dojde k zaúčinkování brzd. Stejně tak v případě ručního rozpojení je potřeba zavřít ventil zvláštní pákou.

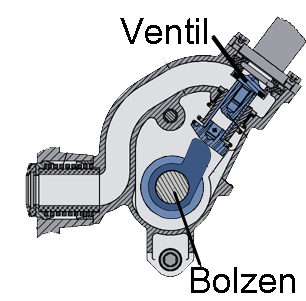
Hlavní potrubí zavřeno (Bolzen=čep)
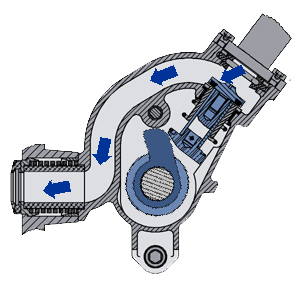
Hlavní potrubí otevřeno

##### Napájecí potrubí
Napájecí potrubí má propojení na spodní straně čelní desky. Je opatřeno rozměrově stejným pouzdrem. Napájecí potrubí se uzavírá ventilem, jehož kuželka v podobě trubky vyčnívá z pouzdra. Při spojení spřáhel se kuželky vzájemně stlačí a otevřou tak průchod vzduchu.

##### Rozpojovací potrubí
Rozpojovací potrubí je umístěno těsně pod napájecím potrubím a propojuje rozpojovací válce spřáhel. Jelikož je zde tlak vzduchu pouze při rozpojování, tvoří jej pouze gumová hadička vystupující z čelní desky. U jednotek ř. 451 a 452 byly v 90. letech tyto propojky z důvodu poruchovosti (následek nadměrného opotřebení hlav spřáhel a vzájemných pohybů) odstraněny a při rozpojování je potřeba obsloužit spřáhla obou jednotek zvlášť. Při lehkém chodu však stačí obsloužit jen jeden rozpojovací ventil.

#### Svorkovnice

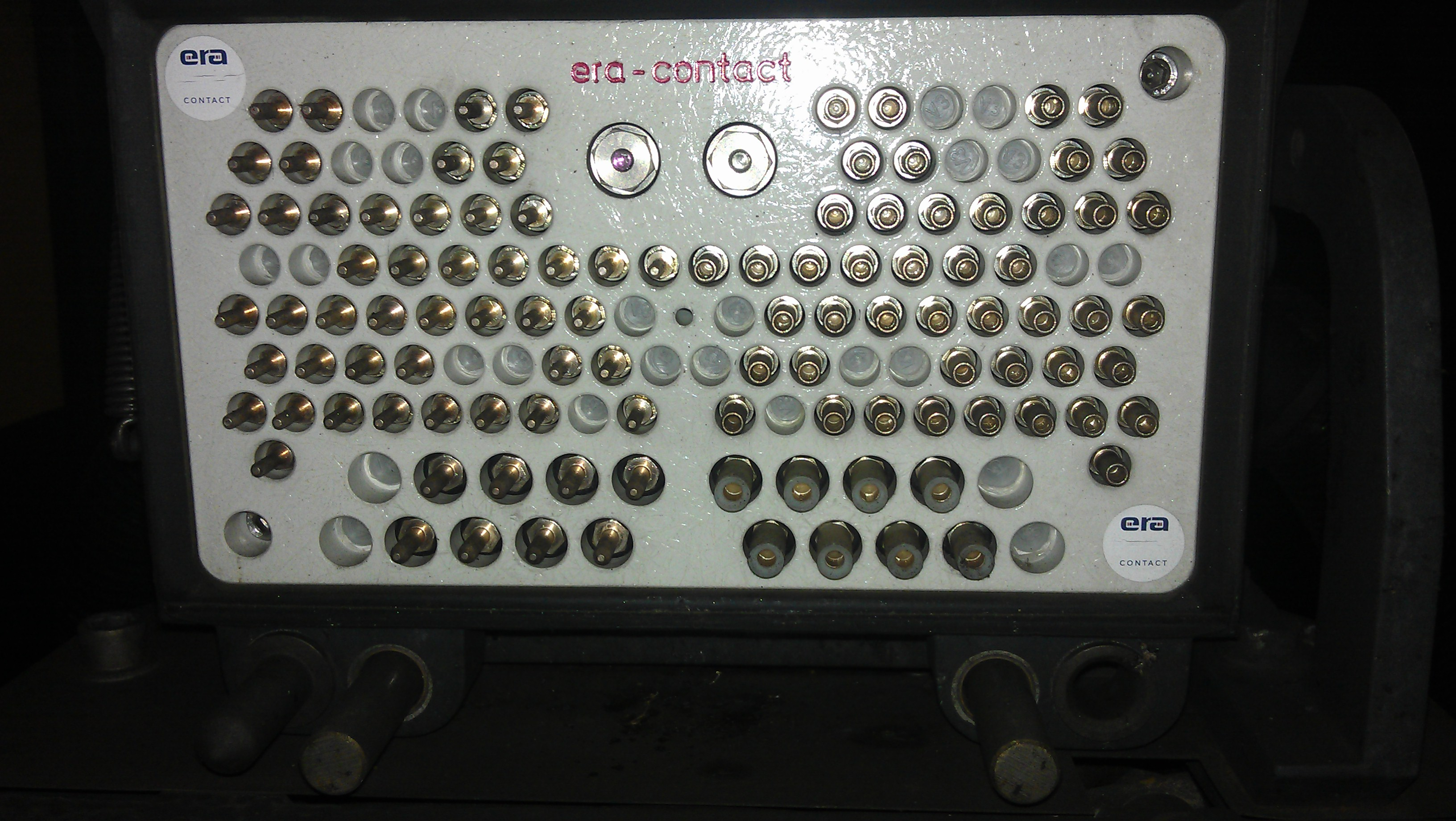
Moderní svorkovnice se zasouvacími kolíčky

Svorkovnice propojuje řídící a komunikační obvody (řízení, dveře, ovládání kompresoru, telefon, vlakový rozhlas, nově i datové komunikace a p.). U starších konstrukcí je umístěna nad spojovací hlavou a uložena prostřednictvím postranních ramen na čepech ve spodní části po stranách čelní desky. Její pohyb je mechanicky svázán se spojovacím mechanismem. U novějších konstrukcí je umístěna nad čelní deskou nebo po jejích stranách a pohybuje se po přímých vedeních poháněná pneumaticky.
V původním provedením na sebe doléhaly kontaktní kolíčky čelní plochou, novější provedení mají kontakty zasouvací v různých velikostech dle proudu. Používá se i optické propojení.

### Uložení spřáhla
Uložení spřáhla tvoří jeho zadní část. Skládá se z pohlcovače nárazů (orig. Stoßsicherung), tažného a narážecího ústrojí a středícího zařízení.

#### Pohlcovač nárazů
Pohlcovač nárazů chrání vozidlo a cestující před účinky nárazu do rychlosti až 20 km/h. provedení může být destruktivní a nedestruktivní.

##### Deformační trubka

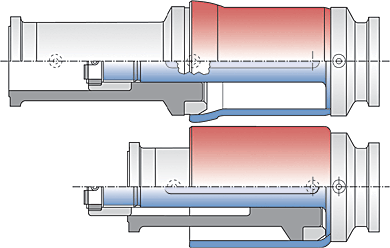
Deformační trubka

Deformační trubka se skládá ze dvou trubek, které by šly do sebe zasunout, nebýt drobného přesahu. Při nárazu se trubky deformují a do sebe zasunou, čímž pohltí energii nárazu. Poté musí být vyměněny.

##### Hydrostatická patrona

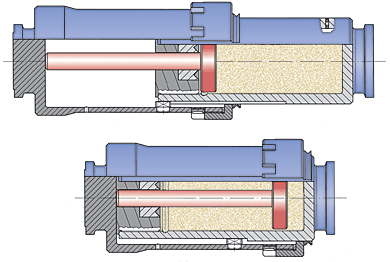
Hydrostatická patrona

Hydrostatická patrona je nedestruktivní součást. Skládá se z válce naplněného pružnou kapalinou, nejčastěji silikonem a z pístu. Při nárazu je kapalina pístem stlačena, část energie pohltí a část se promění v teplo. Tlak vrátí píst zpět, přičemž se opět uvolňuje teplo. Zařízení se při tom nepoškodí a nemusí být měněno.

##### Plynokapalinová patrona

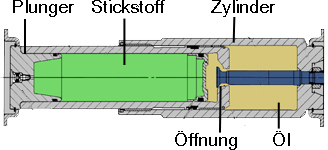
Plynokapalinová patrona

Plynokapalinová patrona pracuje jako hydrostatická patrona nedestruktivně. Patrona se skládá z plunžru naplněného dusíkem (Stickstoff), který se noří do válce (Zylinder) naplněného olejem (Öl). Při stlačení proudí malým otvorem (Öffnung) olej do plunžru. Uvnitř plunžru se nachází oddělovací píst, který brání mísení oleje a dusíku. Po odlehčení vytlačuje dusík olej z plunžru zpět do válce. Plynokapalinová patrona se zpravidla komnbinuje s prstencovou pružinou.

##### TwinStroke

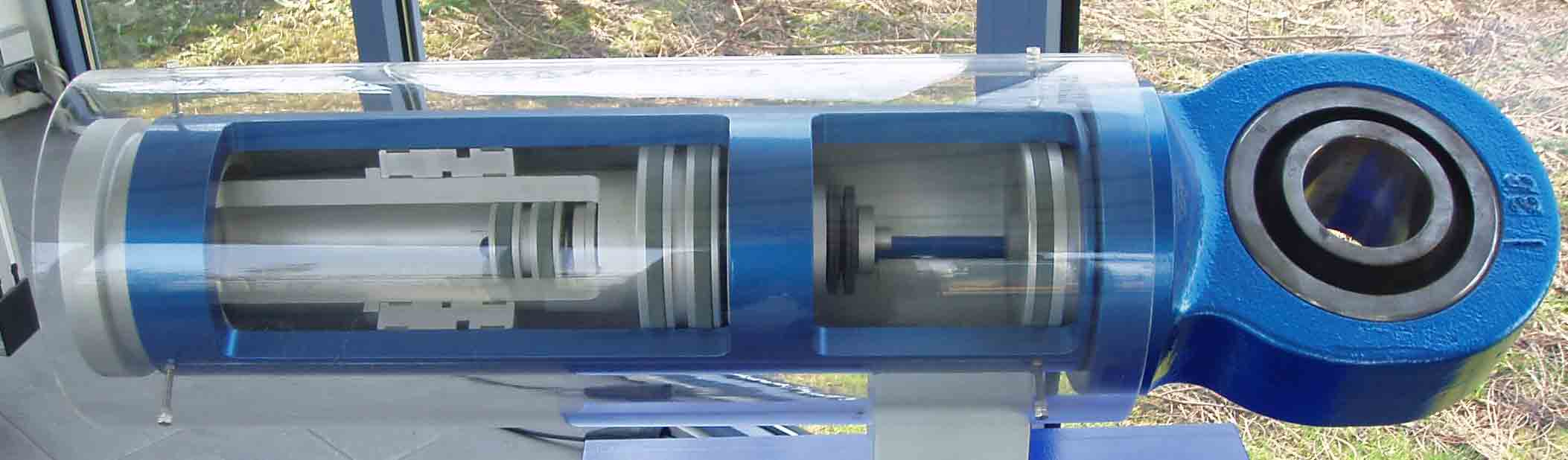
TwinStroke

TwinStroke je označení pro zařízení tlumící tažné i tlačné síly bez potřeby dalších funkčních součástí. Systém pístů přenáší tažné i tlačné síly na plynokapalinovém základě do několika plynových a olejových prostor, takže plní svoji funkci při různých druzích zatížení, včetně proměnlivých, a prakticky bez opotřebení. Kromě toho vychází cenově výhodněji, než dvě různé součásti.

#### Tažné a narážecí zařízení
Tažné a narážecí zařízení přenáší a tažné a tlačné síly vznikající při provozu a při spojování a zabraňuje rázům v soupravě. K těmto zařízením patří elastomerové klouby, prstencové pružiny a pryžové duté pružiny

##### Elastomerové klouby

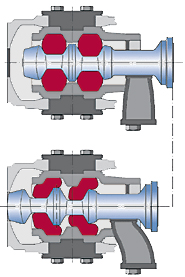
Elastomerový pružný kloub

Elastomerový kloub se skládá ze základního bloku složeného ze tří desek – svislé, přišroubované na skříň vozidla, a dvou vodorovných – horní a spodní. Do vodorovných desek je upevněn čep kloubu (bez možnosti pohybu), vnější plášť kloubu je upevněn v oku tyče spřáhla. Prostor mezi čepem a pláštěm je vyplněn elastomerem, který svojí pružností umožňuje natočení podle svislé osy i další rotační i posuvné pohyby. Vůle mezi kovovými částmi základního bloku a oka spřáhla jsou dimenzovány tak, aby nemohlo dojít k přetížení elastomeru – v případě většího namáhání dojde k dosednutí kovových částí.

##### Elastomerový kloub jako ochranný prvek
Elastomerový kloub je přišroubován ke spodku vozila. Pokud se použijí k upevnění střižné šrouby, dojde při nárazu k zasunutí spřáhla do vozidla, čímž se předejde dalším škodám.

##### Prstencová pružina
Skládá se z menších a větších ocelových kroužků, které jsou do sebe zatlačovány. Pro případ větších sil je tato pružina kombinována s nárazníky.

##### Pryžové prstence

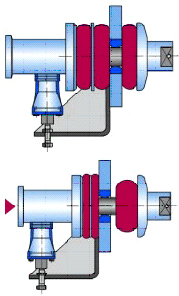
Pryžové prstence

Pryžové prstence jsou poskládány na sobě z obou stran základní desky připevněné ke spodku vozidla. Za posledním prstencem se nachází kovový talíř odpovídajícího průměru, který roznáší síly a chrání tak prstence před poškozením. Otvorem v prstencích prochází tyč spřáhla, která je na konci opatřena závitem. Prstence se pomocí matice na tyči stáhnou a tím vznikne předepjaté uložení spřáhla přenášející síly v obou směrech.

##### Elastomerové pružné vedení
Elastomerové pružné vedení je varianta pryžových prstenců. Pružící prvky jsou v tomto případě hranaté, takže nedochází k otáčení spřáhla v podélné ose.

### Středící zařízení
Středící zařízení drží rozpojené spřáhlo v ose vozidla. Existují tři druhy středících zařízení – mechanické, pneumatické a elektrické. Mechanické je provedeno pomocí pružin a je se spřáhlem trvale spojeno. Elektrické a pneumatické je v činnosti pouze u rozpojených spřáhel.

## Pokračování vývoje: Modulární hlava one4
Spřáhlo Scharfenberg bylo průběžně vyvíjeno a vylepšováno, aby přeneslo větší síly a zjednodušila se jeho údržba. Hlava one4 se na rozdíl od předchozích typů spřáhel, skládá ze dvou částí – čelní deska je odnímatelná. To umožňuje mnohem lepší přístupnost vnitřku spřáhla. V případě poškození čelní plochy spřáhla je možné vyměnit jen tuto odšroubovatelnou čelní desku.

## Varianty SchaKu
Podle požadavků, zejména na zatížení, je možné volit z následujících typů spřáhel:.

### Typ 10
Typ 10 je zdaleka nejrozšířenějším typem na „velké“ železnici. Je schopen přenést podélné síly velikosti 1.000 kN v tahu, resp. 2.000 kN v tlaku. Roku 2002 byl vybrán jako standard pro vysokorychlostní vlaky a začleněn do TSI.

### Typ 35
Typ 35 se hodí pro elektrická vozidla bez pneumatického propojení. Snese síly do 850 kN v tahu, resp. 1.300 kN v tlaku, což jej předurčuje k použití u vozidel městských a podzemních drah, které jsou provozovány odděleně od železnice.

### Typ 330
Typ 330 má mnohostranné použití – především u metra a lehkých kolejových drah. V případě nedostatku místa je možné umístit svorkovnici i pod spojovací hlavu. Dodává se i jako skládací pro tramvaje – pokud není použité, je složené pod krytem. V případě potřeby se smočinně vysune do pracovní polohy. Přenosové síly jsou stejné, jako u předchozího typu.

### Typ 430
Typ 430 je zvláště lehké provedení pro tramvaje a People-Movery. Také toto spřáhlo se dodává ve skládacím provedení. Podélné síly jsou omezeny na 300 kN.

### Typ 140
Typ 140 je určen pro nákladní vozy a průmyslové dráhy. Vyznačuje se vysokou odolností – snese zatížení v tahu až 1.500 kN a v tlaku až 2.500 kN. Jeho využití je v oblasti drsných podmínek při přepravě uhlí, železné rudy, tekuté strusky a železa.

## Další typy spřáhel dodávané firmou Scharfenberg

### Krátká nebo pevná spřáhla
Tato spřáhla slouží k trvalému spojení vozidel v provozu. Spřáhla mají čelo v podobě trubky s přírubou, v jednom z nich je zasazen naváděcí trn. Po namáčknutí se přes příruby přetáhne dvojdílný šroubovací opasek s vybráním, do kterého příruby zapadnou. Po utažení šroubových spojů po stranách opasku jsou spřáhla spojena. Součástí spřáhel bývá i pneumatické propojení a svorkovnice, spřáhla mohou nést i součásti mezivozového přechodu.

### Typ 55
Typ 55 je speciální spřáhlo pro samočinné spojení s tažným hákem železničního vozidla. Používá se u dvoucestných vozidel Unimog.

## Spřáhla typu Scharfenberg výrobce Dellner
Švédská firma Dellner se zabývá výrobou samočinných spřáhel od roku 1941. O tom, jak přišla firma Dellner k patentovým právům existují různé dohady. Mohlo to být přesunutím výroby za 2. světové války nebo později opomenutím vedoucích firmy Scharfenberg prodloužit patentovou ochranu. I firma Dellner pracovala na zdokonalení spřáhel. Jako první zavedla roku 1985 plynokapalinové patrony a roku 1993 zasouvací spřáhlo, jaké je použito např. na pendolínech ČD ř. 680.
Pevná spřáhla Dellner mají poněkud odlišné provedení. Trubkové těleso spřáhla je zakončeno deskou s trnem a otvorem, které se do sebe vzájemně zasunou. Spřáhlo má po jedné straně šroub s okem a na druhé přírubu pro matici. Šrouby drží spřáhla ve spojeném stavu.

## Pomocná spřáhla, čili adaptéry
Pro spojení vozidla se samočinným spřáhlem a vozidla s nárazníky a šroubovkou slouží pomocné spřáhlo, jinak též adaptér. Jde o maximálně vylehčenou spojovací hlavu s uchycením na hák šroubovky, popřípadě na jiný typ samočinného spřáhla (např. SA-3 u jednotek LG ř. 575).

## Příklady použití spřáhel Scharfenberg

### Tramvaje
U tramvají se začalo používat spřáhlo Scharfenberg zpočátku nepříliš často. Teprve se zavedením velkoprostorových a kloubových vozů jeho obliba prudce vzrostla. V NDR vzniklo lehkou úpravou spřáhla Scharfenberg jednotné tramvajové spřáhlo. Na pohled zcela identické spřáhlo není v důsledku zesílení kuželové části s původním spřáhlem spojovatelné.

### Metro
Pražské metro stejně jako ostatní evropská metra s vozy sovětského původu používá spřáhla odvozená z typu Scharfenberg.

### Železnice
Spřáhla Scharfenberg se používají obvykle u elektrických a motorových jednotek, u souprav S-Bahnu a u vysokorychlostních vlaků. U ČSD/ČD používaly a používají spřáhla Scharfenberg nejprve motorové jednotky německého původu, které se k ČSD dostaly po druhé světové válce – např. motorové jednotky typu Hamburg nebo Köln. Další vozidla, u kterých byla použita spřáhla Schaku, byly motorové jednotky maďarského původu ř. M 298.0 a elektrické jednotky řad EM 475.0, 1 a 2. Poté nastal u ČSD odklon od používání samočinných spřáhel. Dalšími vozidly se samočinnými spřáhly se staly ř. 680 pendolino a příměstské jednotky ř. 471. V obou případech byla zvolena spřáhla Dellner, u pendolina v menším provedení a v zasouvací verzi. Pouze asi tři jednotky od čísla 471.038 mají zkušebně instalována spřáhla firmy Scharfenberg.

### Úzkokolejné dráhy

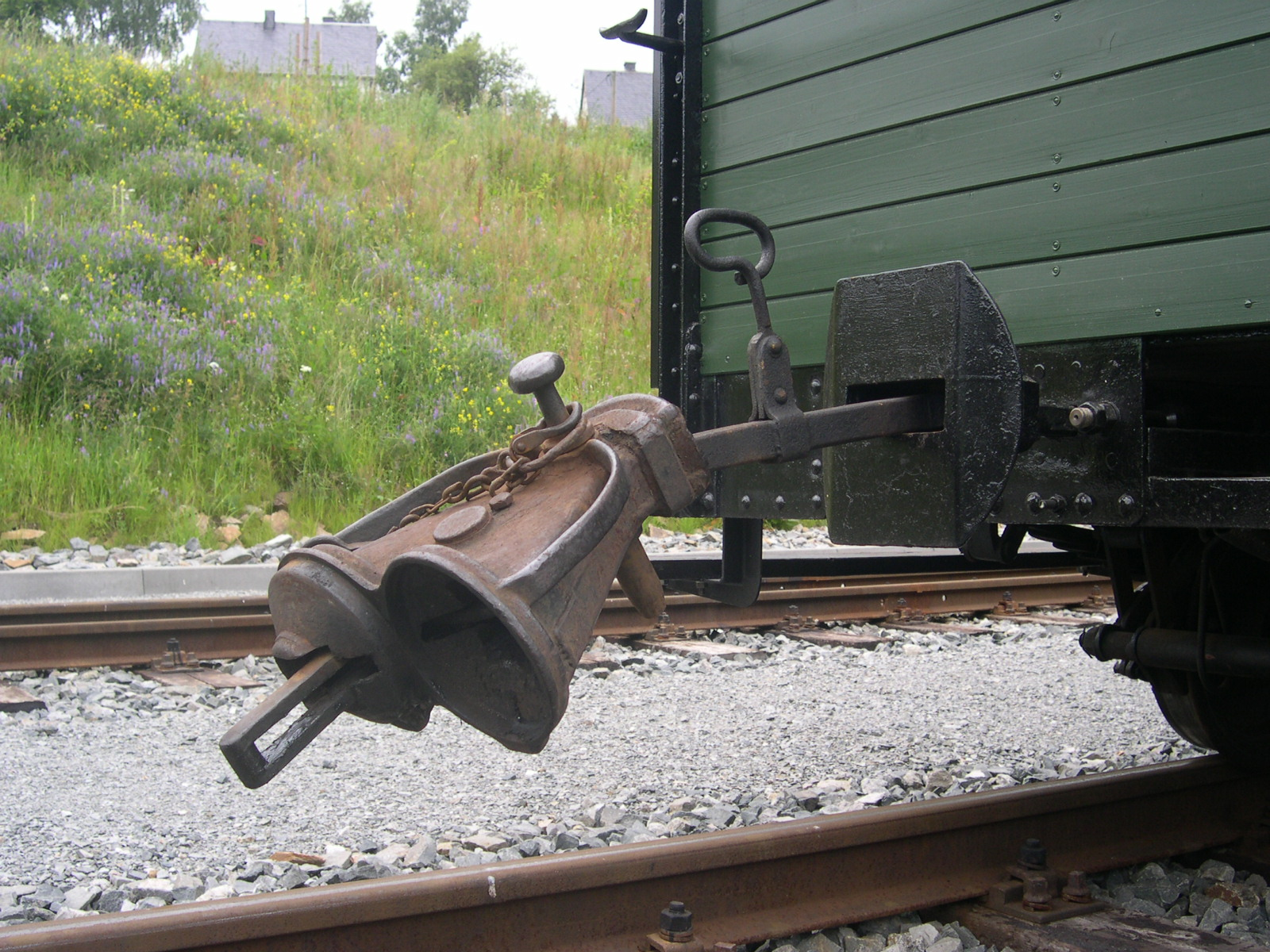
Adaptér pro trychtýřové spřáhlo

Spřáhlo Scharfenberg bylo od 30. let postupně zaváděno na saských úzkorozchodných drahách o rozchodu 750 mm s cílem nahradit dosud používané trychtýřové spřáhlo. Pro zachování možnosti libovolného spojování vozidel byly použity adaptéry. Spřáhla na úzkokolejkách nemají vzduchové ani elektrické propojení.

### CD
- Scharfenberg GmbH und Co. KG: Schaku Interaktiv, CD, 2000